# Emil Krona
Emil Fredrik Krona, född 18 juli 1888 i Bollnäs församling, Gävleborgs län, död 19 december 1954, var en svensk socialdemokratisk kommunalpolitiker.
Krona, som var son till lokförare P.A. Krona och Karin Ohrgren, anställdes vid Statens Järnvägar i Bollnäs 1907, blev lokeldare 1915, vagngårdsmästare 1920, i Hudiksvall 1920, lokmästare i Härnösand 1939, i Söderhamn 1945 och i Östersund 1946. Han blev ledamot av stadsfullmäktige i Hudiksvalls stad 1931 och valdes till dess vice ordförande 1935. Han var även ledamot i styrelsen för AB Göteborgssystemet från 1934 och vice ordförande i fattigvårdsstyrelsen från 1936. Han valdes till ordförande i stadsfullmäktige i januari 1939, men avgick samma år på grund av avflyttning från orten och efterträddes då av rektor Stellan Arvidson.